# 이대량
이대량(李大亮)은 당나라의 인물이다. 정관 초년에 교주도독(交州都督)에 임명되었다.

## 수나라 때
수나라의 수도인 장안과 가까운 징양현 출신이었다. 그의 증조부 이연(伊琰)은 북위(北魏) 때 도지상서(道支尚書)를 지냈고, 아버지 이충계(充節)는 수나라 총관(總管)을 지냈다. 이대량은 어려서부터 책과 무술에 재능이 있었다. 617년 동경 낙양(洛陽) 근처에서 방옥(龐玉) 장군 휘하에서 복무하다가 이밀 (582년) 휘하의 반군에게 패하고 포로가 되었다. 나머지 100명 이상의 포로들은 모두 처형되었지만 이대량은 그와 친구가 된 반군 장군 장비(張弼)에 의해 어떻게든 목숨을 부지했다.